# Шамшев, Пётр Николаевич
Пётр Николаевич Шамшев (1868—1943) — русский военный деятель, полковник (1915). Герой русско-японской и Первой мировой войн.

## Биография
После получения образования в Псковском кадетском корпусе поступил в Павловское военное училище по окончании которого в 1888 году был произведён в подпоручики и выпущен в 19-ю артиллерийскую бригаду. В 1892 году произведён в поручики, в 1896 году в штабс-капитаны, в 1900 году в капитаны. С 1904 по 1905 год участник Русско-японской войны в составе своей бригады, за участие в войне был награждён рядом боевых наград.
В 1908 году произведён в подполковники и назначен командиром 1-й батареи 32-й артиллерийской бригады. С 1914 года участник Первой мировой войны в составе своей бригады. В 1915 году произведён в полковники с назначением командиром 2-го дивизиона 32-й артиллерийской бригады.

 
Высочайшим приказом от 9 марта 1915 года за храбрость награждён Георгиевским оружием: 
За то, что в бою 18 августа 1914 года при деревне Чарнушовице, пренебрегая очевидной опасностью, дважды под сильным сильным ружейным огнём избирал наблюдательный пункт, быстро меняя позицию батареи для успешного отбития направленной непосредственно против неё атаки и решительно способствовал захвату нашей пехотой деревни

Высочайшим приказом от 23 мая 1916 года за храбрость был награждён орденом Святого Георгия 4-й степени: 
За то, что в бою 27 августа 1915 году у д. Ласковце, командуя группой двух батарей 1-го дивизиона и одного мортирного взвода, во всё время боя находясь в передовых цепях и подвергаясь опасности от сильного ружейного, пулемётного и артиллерийского огня противника, по своей инициативе, смело выдвинул часть своей артиллерии вперёд, сопровождая ею атакующие части пехоты до полного сближения с австрийцами и губительным огнём её оказал энергичное содействие успехи атаку. Лично корректируя стрельбу, благодаря своей храбрости, самоотверженно и неустрашимо, являя полное презрение к явной опасности от действительного огня противника, нанеся решительное ему поражения, не допустив его резервы поддержать свои цепи; когда последние стали отходить то полковник Шамшев огнём батарей заградил ему путь отступления, устроив огневую завесу, благодаря чему противник в числе десяти офицеров и 568 нижних чинов сдался в плен
После Октябрьской революции был участником Гражданской войны в составе войск Вооружённых Сил Юга России. С 1920 года в эмиграции в Константинополе, позже в Бельгии.
Скончался в 1943 году в Бельгии.

## Награды
- Орден Святой Анны 4-й степени «За храбрость» (ВП 1904)
- Орден Святой Анны 3-й степени с мечами и бантом (ВП 31.08.1915)
- Орден Святого Станислава 2-й степени с мечами (ВП 1905)
- Орден Святой Анны 2-й степени с мечами (ВП 1905)
- Орден Святого Владимира 4-й степени с мечами и бантом (ВП 1909; мечи и бант к ордену — ВП 12.06.1915)
- Георгиевское оружие (ВП 09.03.1915)
- Высочайшее благоволение (ВП 25.09.1915)
- Орден Святого Георгия 4-й степени (ВП 23.05.1916)
- Орден Святого Владимира 3-й степени с мечами (ВП 04.09.1916)